# Improvviso
L'improvviso è una composizione musicale libera avente carattere d'improvvisazione ed è generalmente scritta per uno strumento solista, quasi sempre per il pianoforte. 
In ambito religioso, soprattutto nelle comunità di origine protestante a indirizzo pentecostale o mistico (Ephrata Cloister, Shakers, ecc.), è inteso pure come espressione vocale di un canto spontaneo dell'anima.
Il termine fu usato per la prima volta sulla rivista tedesca Allgemeine musikalische Zeitung per indicare una composizione per pianoforte di Jan Václav Voříšek, compositore boemo.
Poco tempo dopo i primi compositori romantici scriveranno delle opere in questa nuova forma:
- Franz Schubert compose due serie di quattro improvvisi ciascuna, op. 90 e op. 142. Dopo la sua morte altri tre suoi lavori  senza nome, (Drei Klavierstücke), furono chiamati improvvisi.
- Fryderyk Chopin compose quattro improvvisi, inclusa la Fantasia-Improvviso così denominata con termine improprio.

Il genere improvviso rimane popolare fino alla fine del XIX secolo.